# Sabellaria
Sabellaria – rodzaj morskich osiadłych wieloszczetów z rodziny Sabellariidae obejmujący gatunki żyjące przeważnie w koloniach złożonych z wielu tysięcy osobników. 
Każdy buduje z ziaren piasku, okruchów muszli i własnej wydzieliny małą, kilkucentymetrowej długości rurkę, przy czym ścianki sąsiadujących rurek są zlepione, a cała konstrukcja przypomina plaster pszczeli. 
Przydatki przedniej okolicy ciała zwierzęcia są przekształcone w aparat filtrujący, na którym osadzają się szczątki pożywienia. Z czasem rurki wypełniają się osadami wapiennymi naniesionymi przez wodę, co utwardza ich pierwotną strukturę. W ten sposób mogą tworzyć się podmorskie bariery (rafy). Tak powstała rafa u wschodnich wybrzeży Florydy wysokości 1 m i długości przeszło 300 km.

## Opis
Trzy rządki paleae na operculum. Środkowe, operkularne paleae nie ukryte za wewnętrznymi. Operculum otwarte i oszczecinione.

## Gatunki
Rodzaj obejmuje 40 następujących gatunków
- Sabellaria alcocki Gravier, 1906
- Sabellaria alveolata (Linnaeus, 1767)
- Sabellaria bella (Grube, 1870)
- Sabellaria bellani Kirtley, 1994
- Sabellaria bellis Hansen, 1882
- Sabellaria chandraae Silva, 1961
- Sabellaria clava Kirtley, 1994
- Sabellaria corallinea Dos Santos, Riul, Brasil et Christoffersen, 2011
- Sabellaria eupomatoides Augener, 1918
- Sabellaria fissidens (Grube, 1870)
- Sabellaria floridensis Hartman, 1944
- Sabellaria fosterae Kirtley, 1994
- Sabellaria fucicola Augener, 1918
- Sabellaria gilchristi McIntosh, 1924
- Sabellaria gracilis Hartman, 1944
- Sabellaria grueti Kirtley, 1994
- Sabellaria guinensis Augener, 1918
- Sabellaria intoshi Fauvel, 1914
- Sabellaria ishikawai Okuda, 1938
- Sabellaria isumiensis Nishi, Bailey-Brock, Dos Santos, Tachikawa et Kupriyanova, 2010
- Sabellaria javanica Augener, 1934
- Sabellaria kooraltha Hutchings, Capa et Peart, 2012
- Sabellaria longispina Grube, 1848
- Sabellaria lotensis Kirtley, 1994
- Sabellaria lungalla Hutchings, Capa et Peart, 2012
- Sabellaria magnifica Grube, 1848
- Sabellaria marskaae Kirtley, 1994
- Sabellaria minuta Carrasco et Bustos, 1981
- Sabellaria miryaensis Parab et Gaikwad, 1990
- Sabellaria moorei Monro, 1933
- Sabellaria nanella Chamberlin, 1919
- Sabellaria orensanzi Kirtley, 1994
- Sabellaria pectinata Fauvel, 1932
- Sabellaria pyramis Hutchings, Capa et Peart, 2012
- Sabellaria ranjhi Hasan, 1960
- Sabellaria spinulosa Leuckart, 1849
- Sabellaria taurica (Rathke, 1837)
- Sabellaria tottoriensis Nishi, Kato et Hayahi, 2004
- Sabellaria vulgaris Verrill, 1873
- Sabellaria wilsoni Lana et Gruet, 1989